# Ким Джон Нёль
Ким Джон Нёль (японское имя – Садао Кагава) (кор. 김정렬; 29 сентября 1917 — 7 сентября 1992) — корейский политический, государственный и военный деятель, генерал-лейтенант ВВС Республики Корея, девятнадцатый премьер-министр Республики Корея (14 июля 1987 — 25 февраля 1988).

## Биография
Родился в богатой и знатной семье несколько поколений которой состояли на службе в армиях императорской Японии и Кореи. В 1940 году окончил Военную академию Императорской армии Японии. Участник Второй Мировой войны на Тихом океане. Принимал участие в захвате Филиппин. Служил в Бандунге, на Яве и Суматре. В мае 1946 года вернулся в Японию.
С 1948 года поступил на службу в Национальную гвардию обороны Южной Кореи.
Профессиональный военный. Один из основателей ВВС Южной Кореи. В 1949 году – ректор авиационной академии Кореи . В октябре того же года, когда были созданы ВВС РК, стал первым начальником штаба ВВС.
Участник Корейской войны. В 1949–1952 годах занимал должности начальника штаба Воздушных сил, командующего национальными ВВС, министра обороны Республики Корея (1957–1960).
Лидер Демократической республиканской парти Кореи, от которой избирался членом парламента Южной Кореи, а также возглавлял Корейскую федерацию антикоммунистов.
Дипломат. Работал послом в США (1963–1964).